# 欧洲E17公路
欧洲E17公路（E17）是欧洲的一条国际公路，起点为比利时安特卫普，终点为法国博讷，全长约696公里。

## 线路
欧洲E17公路穿过以下主要城市：

- 比利时：安特卫普 - 根特 - 科特赖克
- 法国：里尔 - 阿拉斯 - 康布雷 - 拉昂 - 兰斯 - 马恩河畔沙隆 - 特鲁瓦 - 朗格勒 - 博讷

## 沿途风景

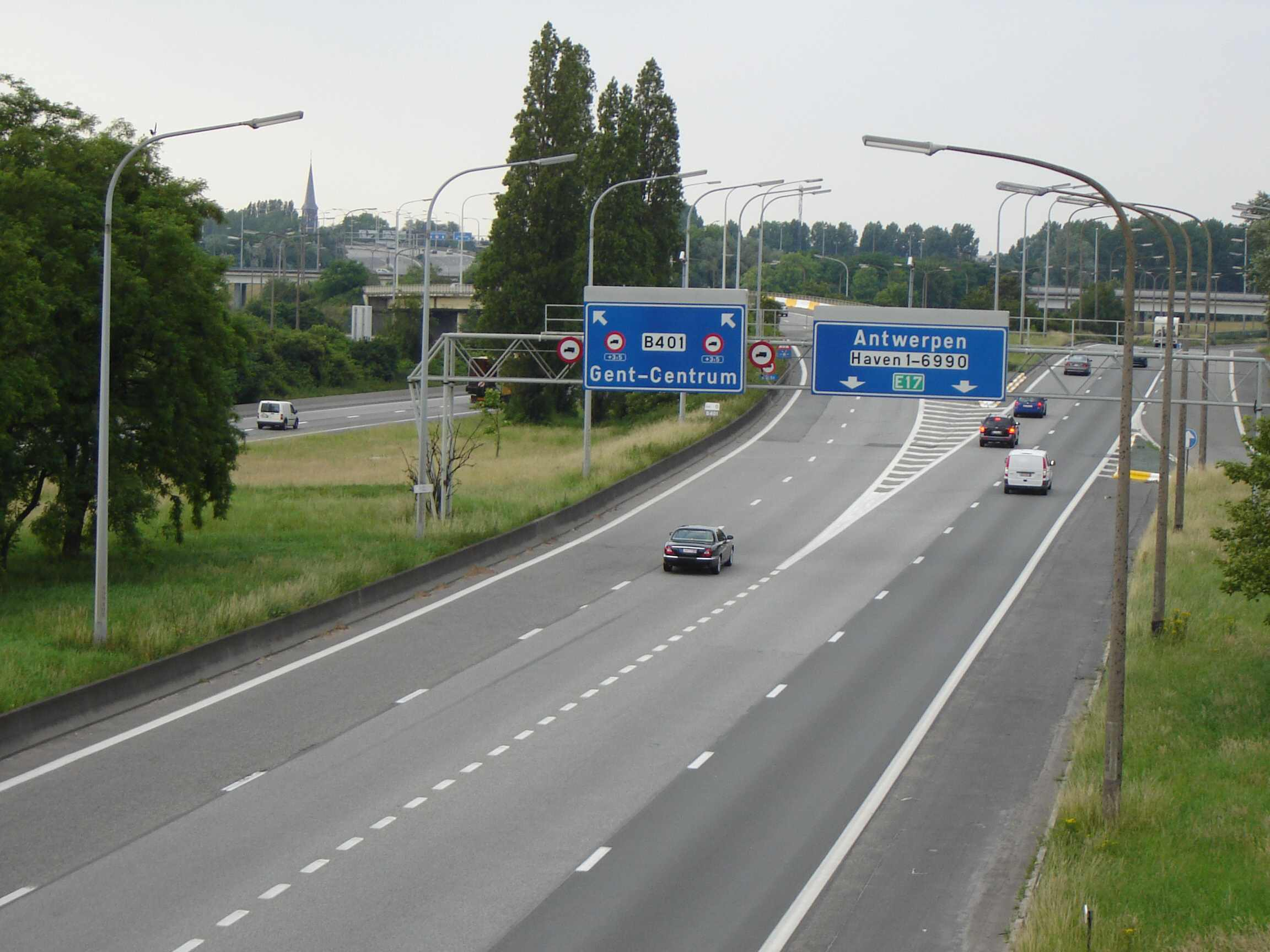
欧洲E17公路经过比利时根特
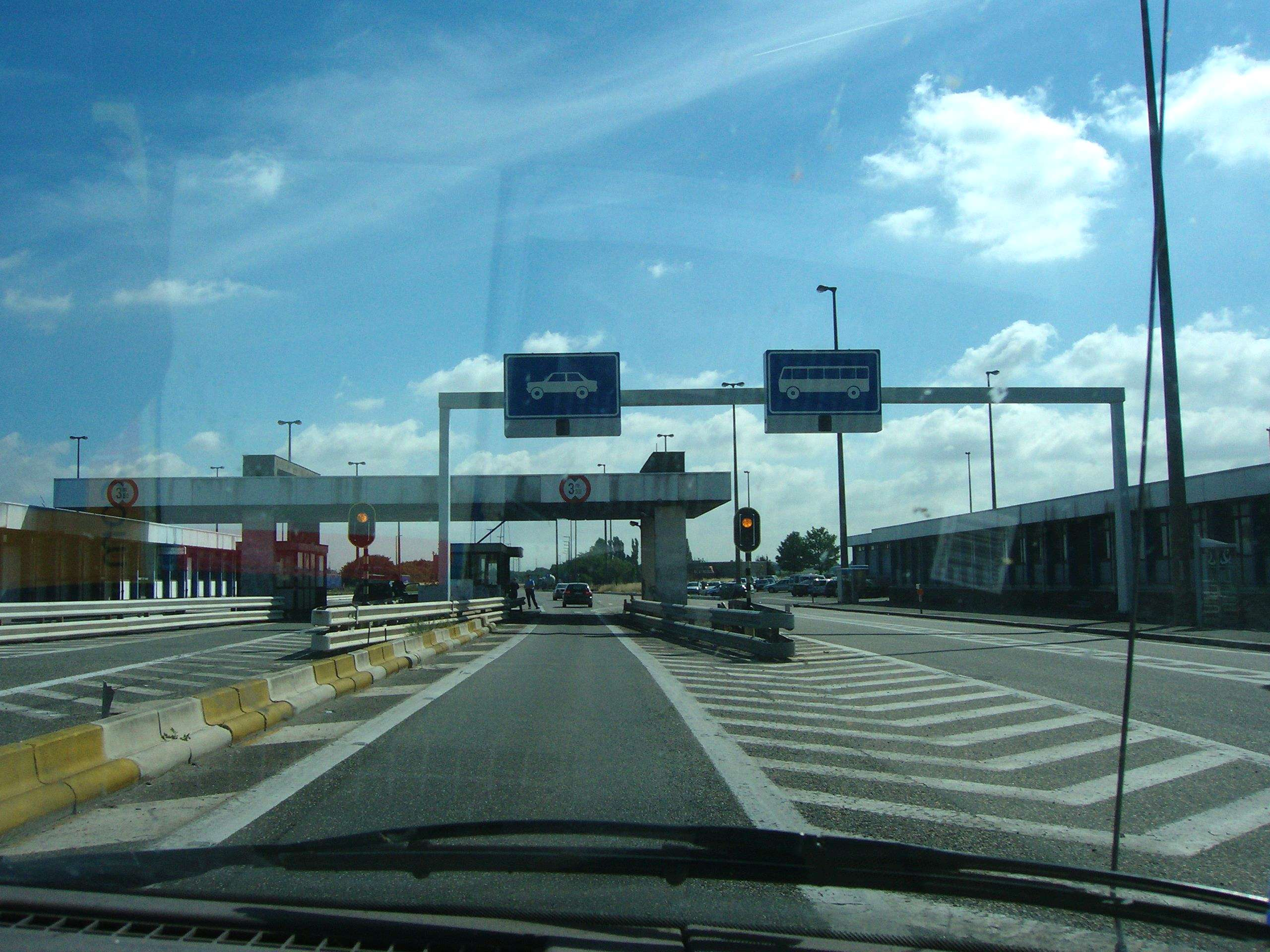
欧洲E17公路经过法国比利时边境